# 走出硝烟的男人
《走出硝烟的男人》是李小龙执导，聂远等参演的电视剧，2007年出品，共40集，该作主要讲述钟家三代在中国近现代的经历，该作根据石钟山的小说《男人的天堂》进行改编。·

## 剧情简介
土匪钟楚国和抢来的妻子决定参加抗联军队，反击日军，最后这对儿夫妇相继牺牲。
其后，他们的儿子参加了朝鲜战争等战役，并且经历了文化大革命等事情。
而后，他们的孙子通过努力，成为了解放军的优秀军人。

## 演员表
- 聂远 饰 钟山
- 陈廷嘉 饰 林眉
- 孙海英[5]饰 钟玉坤
- 于震 饰 钟楚国
- 小刘佳 饰 小凤
- 王长利 饰 陈建征
- 赵娜 饰 王淑英
- 刘晓晔 饰 苏瑞娟
- 俞欣彤 饰 陈可
- 朱艳燕 饰 李依茹

## 职员表
- 出品人：朱彤、贺昤、舒崇福、何仁屏、李建荣、徐佳暄、武迎新、薛惠漩、万中发、张砚玻
- 制作人：李长江、郭宝利
- 监制：傅思、邹赛光、族权、刘旭、何晓敏、翟秀华、黄海涛、何虹毅、刘辉、李树军、李亦民
- 原著：石钟山
- 导演：李小龙
- 副导演（助理）：王明杰、赵哲恩
- 编剧：孟冰、禹宝东
- 摄影：王明杰、李玎、王红兵
- 配乐：郭鼎立
- 剪辑：孙珣
- 道具：王建林
- 艺术指导：李洋、杨晓雄
- 美术设计：芦月林
- 动作指导：张万一
- 造型设计：丛曼曼
- 服装设计：朱艳燕
- 灯光：张振源
- 录音：李刚、普光
- 剧务：李雷胜、刘志刚、李洪涧、杜灵川
- 场记：吕向光、戚善文
- 布景师：何世春
- 总顾问：张建华
- 总策划：汪国辉、王平、赵明仁、周雯、子洪、孙雷、王国政、卢硕
- 策划：郭宏、何玄、罗春子、罗迎新
- 责任编辑：肖航、赵哲恩
- 统筹：栾峥
- 外联制片：张军、杜灵川
- 军事协调：陈晓彬
- 烟火：赵家生、周振雷
- 枪械：杨仁绪

## 其他
- 该作因为改编的内容与原作差距大而受到了原作者的批评。[6]

## 相關連結
- 豆瓣电影上《走出硝烟的男人》的資料 （简体中文）
- 央视网链接 （页面存档备份，存于）